# Красноухая совка
Красноухая совка или Совка Минданао (лат. Otus gurneyi) — птица семейства совиных, встречающаяся исключительно на Филиппинах. Видовое название дано в честь английского орнитолога Джона Генри Герни (1819—1890).

## Описание
Взрослая птица достигает роста в 30—35 см, имеет красновато-коричневое оперение и крупные, слегка изогнутые, «перьевые ушки». Является эндемиком Филиппин, и встречается только на островах Минданао, Самар, Динагат и Сиаргао, населяя в основном низменные, тропические и вторичные леса, высотой до 1500 метров. Ведёт ночной образ жизни. Охотится на мелких млекопитающих, птиц и крупных насекомых. Об образе жизни и биологии размножения этих птиц известно очень мало. Масштабная вырубка лесов являются причиной классификации Международным союзом охраны природы этого вида как «Находящимся в уязвимом положении» (Vulnerable). В зависимости от классификации образует монотипический род Mimizuku, либо включается в род Otus.